# Clytus clavicornis
Clytus clavicornis là một loài bọ cánh cứng trong họ Cerambycidae.